# 红斑啄花鸟
红斑啄花鸟（学名：Dicaeum eximium），是啄花鸟科啄花鸟属的一种，为巴布亚新几内亚的特有种。该物种的保护状况被评为无危。
红斑啄花鸟的平均体重约为8.2克。栖息于亚热带或热带的湿润低地林。